# محمد الأزرق

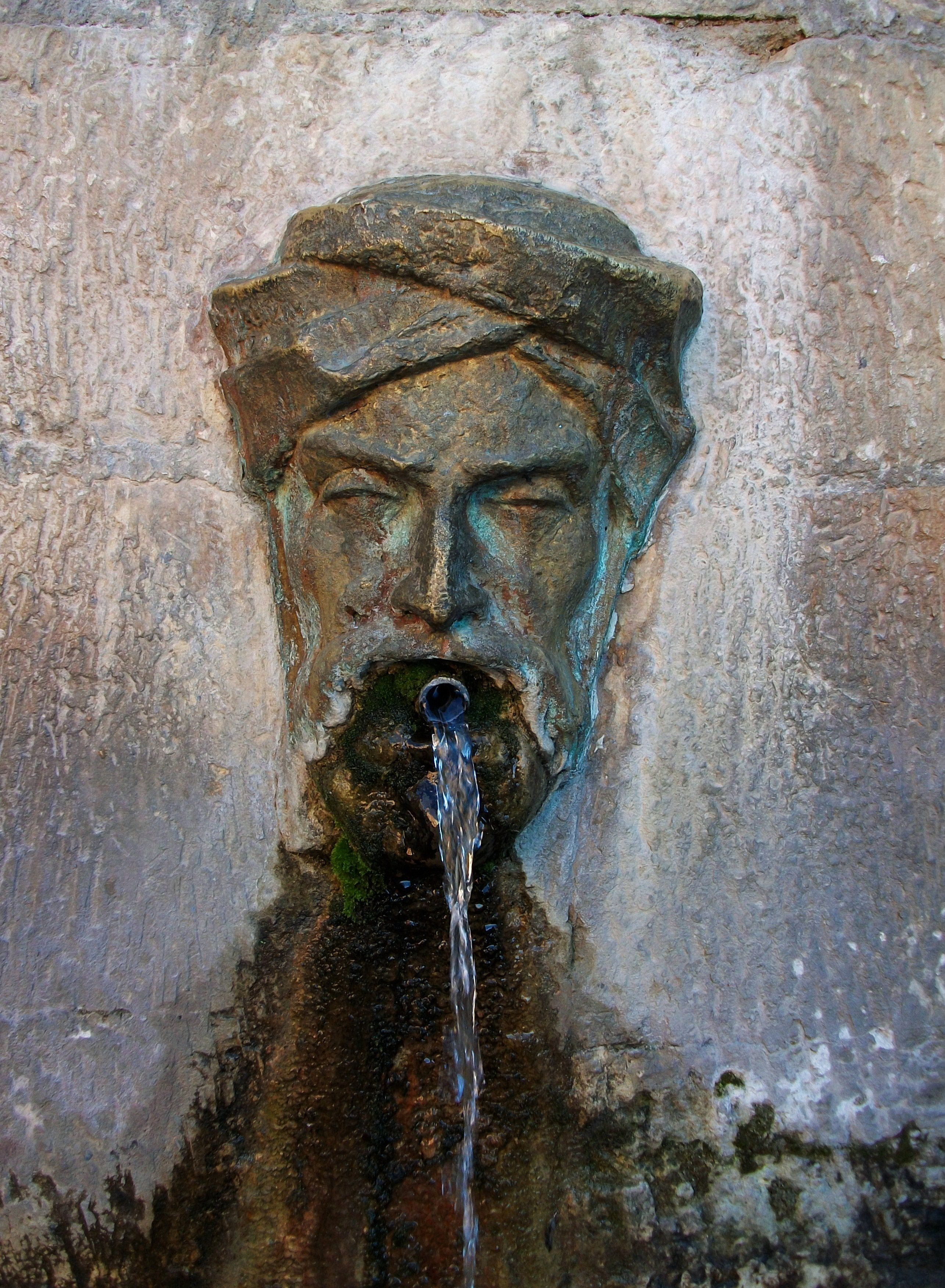
الأزرق، قلعة جوفادا، مارينا ألتا

أبو عبد الله محمد بن هذيل الصغير الأزرق (يُعرف شعبيًّا بـالأزرق أو ابن الأزرق، لزُرقة عينيه) (وٌلد عام 1208 م في وادي القلعة، في لقنت – وتُوفي عام 1276 م ألكوي)، كان قائدًا عربيًا موريسكيًّا مسلمًا في شبه الجزيرة الأيبيرية (الأندلس) في جنوب مملكة بلنسية، قاد الحركات التحررية أو حركات التمرد؛ منها تمرد عام (664ه، 1264م)، وتمرد عام (675ه، 1276م).
بعد غزو جيمس الأول ملك أراغون لبلنسية الأندلسية، وقَّع الأزرق على معاهدة الأزرق 1245، مع ملك أراغون تُمكن القائد المسلم بالاحتفاظ بالسيطرة على سلسلة من التحصينات بما في ذلك بولوب (لاحقًا سيادة بارونات بولوب) في وديان القلعة وفال دي غالاينيرا.

## طالع أيضًا
- المسلمون والمسيحيون في ألكوي[الإنجليزية]